# Мендельсон, Дэниел
Дэниел Мендельсон (Daniel Mendelsohn; род. 16 апреля 1960, Лонг-Айленд, Нью-Йорк) — американский писатель и литературный критик, эссеист и переводчик. Доктор философии, профессор Бард-колледжа, член Американского философского общества (2006) и Американской академии искусств и наук (2012).

## Биография
Окончил Виргинский университет (бакалавр классики summa cum laude). В Принстонском университете получил степени магистра и доктора философии по классике, являлся там Меллонским фелло. Впервые выступил в печати в 1991 году. После получения в 1994 году докторской степени перебрался в Нью-Йорк, где начал журналистскую карьеру, публиковался в частности в New Yorker, New York Times, New York, New York Review of Books, Nation, Esquire, Paris Review. C 2000 по 2002 год сотрудничал с New York Magazine в качестве еженедельного книжного критика. Также с 2000 года регулярно выступает на страницах New York Review of Books. Ещё он пишет о путешествиях для Travel + Leisure, где ныне также редактор. Преподаёт литературу в Бард-колледже, в котором состоит именным профессором (Charles Ranlett Flint Professor of Humanities). Проживает в Гудзонской долине (Нью-Йорк).

## Награды и отличия
- NBCC Nona Balakian Citation for Excellence in Reviewing[англ.] (2000)
- George Jean Nathan Award for Dramatic Criticism (2002)
- Стипендия Гуггенхайма (2005)
- Премия Национального круга книжных критиков в категории Memoir/Autobiography (2006)
- Финалист премии Национального круга книжных критиков в категории Criticism (2012)[3]
- Harold D. Vursell Memorial Award Американской академии искусств и наук (2014)
- Медаль Джеймса Мэдисона Принстона (2018)
- Prix Méditerranée[англ.] (2018)
- PEN Harry Vursell Prize for Prose Style
- Barnes and Noble Discover Prize

## Книги
- The Elusive Embrace (1999) — Лучшая книга года по версии Los Angeles Times и New York Times Notable Book года
- Gender and the City in Euripides’ Political Plays (2002)
- The Lost: A Search for Six of Six Million (HarperCollins, 2006; переведена более чем на 15 языков) — отмечена премией Национального круга книжных критиков в категории Memoir/Autobiography, National Jewish Book Award, французской премией Медичи (2007) и др.
- How Beautiful It Is and How Easily It Can Be Broken (2008) — Publishers Weekly Best Book of the Year
- Waiting for the Barbarians: Essays From the Classics to Pop Culture (2012)
- An Odyssey: A Father, a Son, and an Epic (2017) — вошла в шорт-лист Baillie Gifford Prize[англ.], называлась Лучшей книгой года по версии NPR, Newsday, Library Journal, The Christian Science Monitor, Kirkus